# کوملوکس
کوملوکس (به انگلیسی: Comlux) یک شرکت هواپیمایی است که در تاریخ ۲۰۰۳ میلادی تأسیس شده است. دفتر مرکزی کوملوکس در زوریخ، سوئیس واقع شده‌است و قطب این شرکت هواپیمایی در فرودگاه زوریخ قرار دارد.